# أنتوني مانينغ
أنتوني مانينغ (بالإنجليزية: Anthony Manning)‏ (4 سبتمبر 1992 بمسكيت في الولايات المتحدة - ) هو لاعب كرة قدم أمريكي في مركز الدفاع. لعب مع بورتلاند تمبرز وبروتلاند تمبرز 2 وSaint Louis Billikens men's soccer ‏.

## وصلات خارجية
- أنتوني مانينغ على موقع الدوري الأمريكي (الإنجليزية)
- أنتوني مانينغ على موقع قاعدة بيانات كرة القدم.إي يو (الإنجليزية)
- أنتوني مانينغ على موقع AS.com (الإسبانية)